# ヴァラ (インド神話)
ヴァラ（サンスクリット: वल Vala）は、ヴェーダでしばしば言及される神話上の怪物。ヴァラの洞窟に閉じ込められていた牛たちをインドラが解放した神話がよく知られる。

## ヴァラの洞窟の神話
ヴェーダにおいてヴァラは神話的な洞窟が人格化したものである:114。
インドラに関する神話のうち、ヴァラの神話はヴリトラ退治についで重要なものであり:39、ヘラクレスがゲーリュオーンの牛を奪った話と比較されることがある:86注1。
話は次のようなものである。パニ族という悪鬼の一族がラサー川 (Rasā) の向こうにあるヴァラの洞窟の中に牝牛を隠していた。インドラの飼っているサラマーという犬は洞窟に割れ目があることを発見し、その向こうからは牛の鳴き声が聞こえてきた:78-79。『リグ・ヴェーダ』10.108はこの事件の際にラサー川を越えてやってきた雌犬サラマーとパニ族の間の会話になっている:1572。インドラは7人のアンギラスあるいはバラモンの始祖にあたる7人の祭官（サプタルシ）と協力して洞窟を破壊し、牛を手に入れた。洞窟は自ら開いたとも（『リグ・ヴェーダ』3.30）、インドラが開いたとも、祭官たちの行う祭儀によって開かれたともされる:78-79。
ヴリトラの場合と異なりインドラはヴァジュラではなく祭官の賛歌を使って洞窟を解放している。ここではインドラは戦士の神ではなく祭官の神であり、ブリハスパティ（祈祷の主）とも呼ばれる。後にインドラとブリハスパティは別々の神格になった:39,633。
インドラのおかげで人々は牝牛から食物を得ることができるようになり、祭官は祭儀に牝牛を使うことができるようになった:78。
このとき、牝牛のほかに夜明けの光ももたらされた:39。あるいは牝牛と夜明けの間に何らかの密接な関係があるらしい:78。

## 叙事詩・プラーナ
ヴェーダ以降の文献ではしばしばヴリトラとヴァラはインドラに殺された兄弟として言及される:114。なおヴァラはバラ(Bala)とも呼ばれている。
『マハーバーラタ』巻1の65章ではダーナヴァ族に属するアスラのダナーユが生んだ4人の子供のひとりがヴァラであり、ヴリトラとは兄弟とされている。
『パドマ・プラーナ』2.23によれば、アスラのヒラニヤカシプやヒラニヤークシャらがヴィシュヌに殺された後、その母のディティは悲しんだ。夫のカシュヤパは苦行を行ってディティに新しい子のバラを授けた。神々に復讐するようにディティはバラに命じた。神々の母であるアディティはこの企みをインドラに告げ、インドラは海辺で礼拝を行っていたバラを雷撃で殺した。カシュヤパは怒ってインドラを殺すためにヴリトラを作ったが、インドラはランバーにヴリトラを誘惑させて酒を飲ませて殺した。